# Göte Svenson
Sven Göte Svenson, född 2 november 1924 i Norra Sandsjö församling, Jönköpings län, död 6 oktober 2013 i Sankt Görans församling, Stockholms län, var en tidigare svensk ämbetsman. 

## Biografi
Svensson var statssekreterare, det vill säga den högste chefstjänstemannen, i Civildepartementet 1969–1973. Därefter innehade han samma position i  Bostadsdepartementet 1973–1975. Svensson tjänstgjorde som ambassadör i två omgångar, först 1975–1980 och därefter från 1986 fram till pensionering 1990. Däremellan var han landshövding i Östergötlands län 1980–1986.

### Fotnoter
1. 1 2 3 4  Sveriges dödbok 1815–2022, nionde utgåvan, Sveriges Släktforskarförbund, december 2023.[källa från Wikidata]
2. ↑  Libris, Kungliga biblioteket, 18 september 2012, Libris-URI: 20dgh2bl0zfbj10, läst: 24 augusti 2018.[källa från Wikidata]
3. ↑  Sveriges dödbok 1815–2022, nionde utgåvan, Sveriges Släktforskarförbund, december 2023, Svensson, Sven Göte
(19241102-0031)
FK 13, man91?
4. ↑  ”Länsstyrelsens styresmän i Östergötland från 1373- (pdf)”. Arkiverad från originalet den 16 mars 2016. https://web.archive.org/web/20160316035823/http://www.lansstyrelsen.se/ostergotland/SiteCollectionDocuments/Sv/om-lansstyrelsen/Landsh%C3%B6vdingargenomtiderna.pdf. Läst 1 mars 2013.